# Bulltjärnen, Lappland
Bulltjärnen är en sjö i Sorsele kommun i Lappland och ingår i Umeälvens huvudavrinningsområde. Sjön har en area på 0,0699 kvadratkilometer och ligger 431,5 meter över havet.

## Delavrinningsområde
Bulltjärnen ingår i det delavrinningsområde (725682-156015) som SMHI kallar för Utloppet av Storjuktan. Medelhöjden är 481 meter över havet och ytan är 206,82 kvadratkilometer. Räknas de 85 avrinningsområdena uppströms in blir den ackumulerade arean 1 698,5 kvadratkilometer. Juktån som avvattnar avrinningsområdet har biflödesordning 2, vilket innebär att vattnet flödar genom totalt 2 vattendrag innan det når havet efter 277 kilometer. Avrinningsområdet består mestadels av skog (65 procent). Avrinningsområdet har 56,34 kvadratkilometer vattenytor vilket ger det en sjöprocent på 27,2 procent.